# سید جعفر کریمی دیوکلایی
سید جعفر کریمی دیوکلایی (زاده ۱۰ اسفند ۱۳۰۹ – درگذشته ۹ فروردین ۱۳۹۹)، فقیه و سیاستمدار و رئیس شورای استفتائات سید علی خامنه‌ای، رهبر ایران، بود.
او در سال ۱۳۰۹ در روستای دیوکلای بابل متولد شد. تحصیلات خود را در حوزه‌های علمیهٔ بابل، قم و نجف انجام داد. پس از فوت سید مصطفی خمینی، سید روح‌الله خمینی سید جعفر کریمی را در امور مرتبط به وجوه شرعیه به عنوان وصی خود برگزید. در دوره حضور در نجف تا سال ۱۳۵۷، آیت الله سید جعفر کریمی در درس سید روح‌الله خمینی حضور داشت و مسئول نوشتن پاسخ استفتائات تحت نظارت او بود. با انتخاب سید علی خامنه‌ای به رهبری، سید جعفر کریمی مسئول شورای استفتائات دفتر رهبری در قم شد. از جمله مسئولیت‌های او عضویت در مجلس خبرگان قانون اساسی به نمایندگی از استان مازندران، نمایندگی سید روح‌الله خمینی در شورای عالی اقتصاد، ریاست دادگاه عالی انتظامی قضات شرع با حکم خمینی در سال ۱۳۶۱، نمایندگی مجلس خبرگان رهبری در دوره‌های اول و سوم از مازندران و عضویت در جامعه مدرسین حوزه علمیه قم بوده‌است.

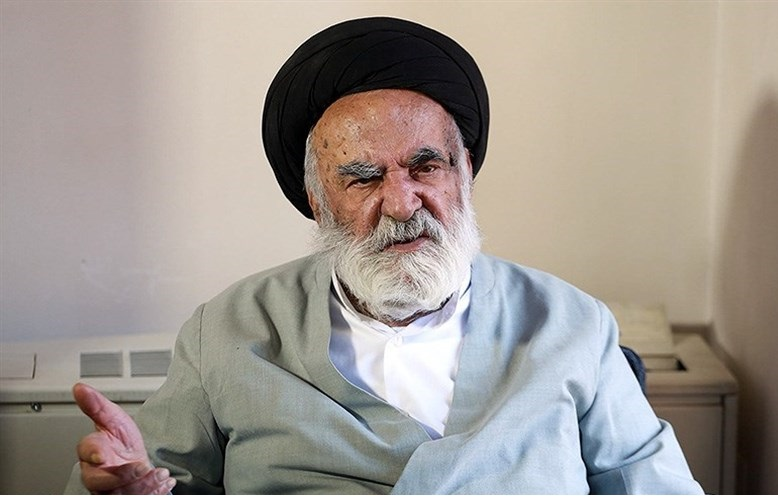
در ۱۳۹۰

کریمی دیوکلایی در ۹ فروردین ماه سال ۱۳۹۹ بعلت عارضهٔ قلبی در سن ۹۰ سالگی درگذشت.